# Achradocera arcuata
Achradocera arcuata är en tvåvingeart som beskrevs av Van Duzee 1924. Achradocera arcuata ingår i släktet Achradocera och familjen styltflugor. Inga underarter finns listade i Catalogue of Life.